# Vara de Rey
Vara del Rey est une commune d'Espagne, dans la province de Cuenca, communauté autonome de Castille-La Manche.

## Histoire
La commune est mentionnée pour la première fois officiellement au XVIe siècle. Il semble cependant que la zone actuelle du village était déjà habitée en 711.
Entre le XIIIe et le XIVe siècle, Vara de Rey se trouve sur le territoire de la seigneurie de Villena. À la fin du XIVe siècle, à la suite du décès de Don Juan Manuel, la commune passe au main de la famille royale.
En 1536, la commune obtient un statut indépendant des communes limitrophes, comme celle de San Clemente, dont elle faisait auparavant partie de la juridiction. 